# Episodi di Classe di ferro (seconda stagione)
La seconda stagione di Classe di ferro è andata in onda su Italia 1 dal 10 ottobre al 26 dicembre 1991.
| nº | Titolo                       | Prima TV         |
| -- | ---------------------------- | ---------------- |
| 1  | Arrivano le spine            | 10 ottobre 1991  |
| 2  | Il figlio del reggimento     | 17 ottobre 1991  |
| 3  | 7 ore a New York             | 24 ottobre 1991  |
| 4  | Una vacanza in Florida       | 31 ottobre 1991  |
| 5  | Tutti per uno, uno per tutti | 7 novembre 1991  |
| 6  | La voce misteriosa           | 16 novembre 1991 |
| 7  | Quelli della tigre           | 23 novembre 1991 |
| 8  | Licenza ordinaria            | 30 novembre 1991 |
| 9  | Una schedina vincente        | 7 dicembre 1991  |
| 10 | Una lotteria macchinosa      | 14 dicembre 1991 |
| 11 | La sfida                     | 21 dicembre 1991 |
| 12 | Operazione Vita Nuova        | 28 dicembre 1991 |

## Arrivano le spine

### Trama
Un nuovo anno inizia per i militari della caserma di Castelvecchio d'Adige. Si fa così la conoscenza dei nuovi soldati, tra cui il giovane milanese Lorenzo Colombo, che tenta di ingraziarsi il capitano Cavicchi rimembrandogli il fatto che il padre era suo compagno di classe alle elementari, e del giovane eritreo Mahamet Dajkiri, nato ad Asmara ma destinato a fare il servizio militare presso la caserma di Castelvecchio per acquisire così la cittadinanza italiana. Tra gli ufficiali spuntano il nuovo ufficiale medico, il tenente Barbari, psicologo torinese e il nuovo responsabile della caserma, il colonnello Remondino. Cardarelli ha un incidente sul lavoro: si rompe infatti una gamba scivolando su una macchia d'olio e deve rimanere così fermo finché non sarà guarito. Il tenente Barbari parla in privato con i suoi compagni di camerata e gli spiega che il vero problema di Cardarelli è la sua balbuzie: curandola, Cardarelli potrà diventare una persona molto sicura di sé. Ma una volta curata, nessuno dovrà ricordargli mai più che un tempo balbettava altrimenti la balbuzie potrebbe tornare e stavolta per sempre.
Intanto, per il giovane Mahamet l'accoglienza non è delle più rosee: è stato infatti messo con un gruppo di commilitoni razzisti che non perdono un'occasione per umiliarlo. Montini e gli altri si offrono per accoglierlo nella loro camerata, giungendo prima allo scontro fisico con i razzisti, poi travestendosi da poveri neri e prendendoli a pizze in faccia. Sembrerebbe tutto concluso, però una sera tornando in caserma Montini e i suoi amici vedono Mahamet che sta dormendo in corridoio perché i suoi commilitoni non l'hanno voluto. Qui però interviene il sergente Scherone che, perlustrando la zona e scoperto l'accaduto, va nella camerata di Mahamet dicendo che sotto le armi non c'è nessun tipo di distinzione e che prenderà provvedimenti molto seri se scoprirà un altro episodio di intolleranza. La vicenda di Mahamet si conclude bene: ha infatti fatto a cambio con il letto di Colombo, che prima non voleva cambiarlo. Colombo intanto è preso di mira con scherzi al limite del sopportabile per la sua spocchia.
Nel frattempo, il gruppetto di Montini ha trovato il modo di far curare la balbuzie di Cardarelli: gli faranno passare una notte d'amore con Fernanda, la massaggiatrice romana nell'episodio di Natale della prima serie. Il risultato è formidabile: Cardarelli smette di balbettare e diventa un ragazzo molto logorroico e sicuro di sé.
Un nuovo giorno ha inizio. Il sergente Scherone va a svegliare tutti, e vedendo Cardarelli prendersela comoda, gli chiede che gli sia successo. Cardarelli allora gli risponde senza problemi, quindi Scherone gli chiede cosa gli sia successo dato che non balbetta più. Cardarelli si mette sull'attenti, balbettando e tornando il ragazzo timido e insicuro di prima.

## Il figlio del reggimento

### Trama
La vita continua nella caserma di Castelvecchio, tra scherzi ed esercitazioni. Quell'equilibrio viene interrotto da una cesta con dentro un bambino e un misterioso biglietto che reca scritta la frase: "14 gennaio, Felice" e una misteriosa iniziale, che però non si sa se sia il nome o il cognome del padre: inizia un'indagine per trovare il padre del bambino. Intanto, Montini vuole giocare un nuovo scherzo a Colombo: vuole iniziarlo agli spinelli facendogli credere che lui e Scibetta già ne fanno uso da un po' e vogliono che il giovane milanese faccia parte del loro gruppo. In realtà, Montini vuole fargli provare degli spinelli di scadente qualità datigli da Gelfo, un amico criminale di mezza tacca. Sulla faccenda del bambino, Gabriele ha un dubbio: crede infatti che il bambino sia di Monica, una ragazza che lavora come commessa a Castelvecchio e si reca dalla madre della ragazza per parlarne. In realtà, la ragazza aveva già un altro bimbo ma l'aveva dato a un nido d'infanzia; Gabriele può tirare un sospiro di sollievo.
In un bagno della caserma, Montini, Bertolazzi e Scibetta iniziano Colombo agli spinelli: come ne fuma uno, Colombo inizia a sentirsi strano e comincia a denudarsi. Arriva Scherone, che scopre i quattro nel bagno con la droga e minaccia di prendere dei provvedimenti disciplinari per una grave infrazione al regolamento militare. La vicenda del bambino ha un lieto fine: il piccolo era d'un ragazzo che aveva prestato servizio nella caserma, congedandosi l'anno prima, e che lavorava lì come civile. Sul fatto degli spinelli, per evitare che il provvedimento si trasformi in denuncia, Montini vuole chiamare Gelfo per chiarire tutto con gli spacciatori, in realtà incastrandoli con l'aiuto del sergente Scherone, che pensa però sia uno scherzo. Complice un'entrata a sorpresa di Dell'Anno, Scherone ha il tempo di sparire e poi riapparire e togliere le armi ai malviventi consegnandoli alla giustizia.
Allo spaccio della caserma, tutti brindano all'operazione andata bene, Colombo tira fuori un nuovo spinello pronto a fumarselo, ma viene fermato da Scherone, deciso a fumarselo lui: in realtà, lo spinello è una sigaretta a scoppio, che esplode appena Scherone l'accende. Questi guarda tutti sbraitando: "Maledetti, vi rompo le ossa!"
- guest stars: Valentine Demy, Sonia Grey, Abramo Orlandini

## 7 ore a New York

### Trama
Il gruppo di Bertolazzi, assieme al tenente Dell'Anno e al sergente Scherone, viene convocato dal colonnello Remondino in quanto c'è il generale Anselmi che vuole comunicare loro una notizia: ha infatti ricevuto una lettera dal generale Thompson, che in segno di gratitudine per avergli salvato la vita dall'attentato dinamitardo del capitano Steewell nell'episodio "Una Festa Americana" vuole invitare i soldati a passare una settimana a Miami. 
Saputa la notizia, Scherone ne approfitta per chiedere a Reginald se può fargli un corso accelerato di inglese per agevolargli il soggiorno senza problemi linguistici. Il fante italoamericano ne approfitta per combinargli uno scherzo insegnandogli un sacco di parolacce spacciandole per normali saluti e convenevoli, e inoltre si raccomanda di telefonare al consolato per salutare i genitori.
Arrivati a New York, Scherone dà sfoggio dei "convenevoli" di Reginald facendo un apprezzamento di troppo al posteriore di un'agente della dogana credendo di scusarsi. All'aeroporto, il gruppo deve aspettare sette ore prima che la coincidenza per Miami possa partire. Scherone e Cardarelli preferiscono restare in aeroporto mentre gli altri ne approfitteranno, dopo l'opposizione iniziale di Dell'Anno, per fare una visita nella Grande Mela.
Qui però cominciano i guai, perché Scibetta, Serra e Mellone entrano in un taxi mentre Montini, Bertolazzi e Dell'Anno ne prendono un altro e si perdono di vista. Il gruppo si perde così nella metropoli americana: Serra e Mellone vengono rapinati da un gruppo di teppisti, mentre Bertolazzi riesce a "salvarsi" chiamando una ragazza fan di Umberto Eco che aveva conosciuto in aeroporto. Qui però entra il fidanzato di una di loro, che vedendo la donna con un altro inizia a sfasciare tutto e i due ragazzi vengono arrestati dalla polizia. A casa della ragazza trova anche Scibetta, che aveva rimorchiato una musicista afroamericana coinquilina della ragazza. Dell'Anno invece è in fuga da un gruppo di mafiosi italoamericani che, all'aeroporto, hanno scambiato la loro sacca (piena di soldi di contrabbando) con una dei soldati e la rivogliono. Montini, Serra e Mellone si ritrovano in un night club, dove Mellone conosce un anziano artista che si affeziona un po' troppo a lui e lo porta a casa sua con la scusa di fargli un ritratto. Montini e Serra, dopo aver conosciuto, due ragazze, passano la giornata con loro ed entrano in un locale che è un ritrovo per una strana setta dove un curioso personaggio di nome Diablo vuole rasarli a zero per farli entrare nella sua congrega. I due militari non ci stanno e provocano una rissa, finendo arrestati. Nel frattempo, i due mafiosi hanno seguito il tenente Dell'Anno e vogliono spiegazioni riguardo alla sacca. Puntandogli un'arma contro, stanno per fare fuoco contro il povero tenente quando a un certo punto accorrono in suo aiuto il fante Cardarelli e il sergente Scherone, che può fare così sfoggio di tutte le parolacce insegnategli da Reginald mentre colpisce i malviventi.
Il povero Rocco, invece, scoperte le tendenze omosessuali dell'artista, fa per andarsene ma viene inseguito dal pittore che, armato di coltello, vuole ucciderlo. Rocco scappa ma viene denunciato dallo stesso artista e finisce in carcere. In breve, i soldati verranno liberati grazie al passaporto speciale ed all'aiuto del console italiano (che non è il padre di Reginald, che nel consolato lavora come cuoco) ma Mellone è costretto a restare in carcere poiché non c'è stato modo di pagare la sua cauzione: sarà però l'artista che si era invaghito di lui a liberarlo ritirando la denuncia e spedendogli anche un bel mazzo di fiori!
- guest stars: Ann Margaret Hughes, Margie Newton, Tito LeDuc, Bobby Rhodes

## Una vacanza in Florida

### Trama
Il gruppo della Tigre è giunto a Miami, dove il generale Thompson li accoglie a braccia aperte. I soldati potranno scegliere come fare per approfittare di questa settimana di vacanza, ma Scherone, non riuscendo a trattenere la sua emozione, parla a nome di tutti chiedendo di poter prendere parte all'esercitazione quotidiana dei Marines. Il generale Thompson acconsente alla richiesta tra lo sdegno dei soldati italiani e affida il gruppo della Tigre a quello del sergente Garcia, un cubano che ha sposato un'italiana e che quindi capisce la lingua. Il tenente Dell'Anno invece farà un giro della base americana con una sua pari grado, il tenente Sheila Cooper, della quale s'innamora.
Montini ordisce un piano ai danni di Scherone: vuole infatti fargli fare una figuraccia durante l'esercitazione come vendetta per aver parlato a nome di tutti. Durante l'esercitazione a metterci il carico da undici è soprattutto Garcia, che umilia e sbeffeggia come può i soldati italiani. Scherone avverte Garcia che il giorno seguente, all'azione di commando, la Tigre darà filo da torcere ai suoi Marines. Quella sera, i soldati italiani non riescono a dormire per il troppo caldo della Florida e decidono di farsi una passeggiata notturna. Da una finestra sentono il tenente Dell'Anno che cerca di fare l'amore con Sheila, venendo comunque respinto anche per una canzone intonata da Rocco e i suoi amici.
Il giorno dopo, anche Dell'Anno prende parte all'esercitazione come vendetta per il fatto di essersela "spassata" con la tenente mentre gli altri stavano sudando. I soldati italiani si mostrano però impacciati, in particolare Montini e Serra, che perdendosi arrivano ad una riserva indiana. Qui Serra si innamora perdutamente della sorella del capo della riserva, al quale chiede, in dialetto barese, indicazioni per tornare al punto di incontro con la sua squadra. Il capo inaspettatamente riesce a capire cosa vuole dire.
Quella sera, Scherone e Garcia si ritrovano nella palestra della caserma per un incontro chiarificatore: dopo essersi lanciati oggetti e aver provato a picchiarsi con bastoni e mazze, Garcia si siede su una panca e comincia a piangere. Scherone, colpito da quel gesto, si siede vicino a lui. Garcia tira fuori una foto raffigurante un giovane soldato: è suo figlio John, costretto alla sedia a rotelle dopo un incidente automobilistico che gli ha tolto l'uso delle gambe. Garcia spiega quindi che il motivo del suo odio smisurato verso i suoi soldati è che in loro vede suo figlio e ciò che non potrà mai diventare. Scherone capisce e gli spiega che la chiave non è odiare, bensì provare ad andare avanti, e si offre di aiutare il sergente americano con il figlio.
Nel frattempo, la settimana procede tra il torneo di golf al quale partecipano sia il generale Thompson che il suo pari grado italiano, il generale Anselmi, e possibilità di accasarsi: è questa una trovata di Montini, che abborda una vedova che risponde al nome di Laura Spelman Rockefeller. Credendo si tratti di un'esponente della grande famiglia statunitense, Montini la porta alle corse dei cavalli anche perché la donna ha la bellezza di 2000 dollari in borsa. Avendo perso tutto, la donna ha un collasso e viene portata in un posto che a sua detta è un hotel a quattro stelle, invece è una casa di riposo: la sedicente vedova Rockefeller in realtà era un'omonima del milionario e quei 2000 dollari che aveva erano la sua pensione mensile.
Scherone riesce a convincere John a vincere le sue paure, aiutato anche dagli altri soldati italiani, e tutti si ritrovano a casa di Garcia per fare una bella cena all'italiana a base di spaghetti. Quanto a Dell'Anno, riesce ad ottenere un appuntamento amoroso con Sheila, ma non riuscirà ad andare fino in fondo complice anche la cagnolina di lei, una cocker spaniel incinta di dodici cuccioli, fatti nascere da Dell'Anno con profonda repulsione sia per il cane, sia per il pensiero della serata rovinata.
Il giorno della partenza, il gruppo della Tigre prima di salutare i soldati americani decide di farsi una foto ricordo con John, ormai ritornato nell'esercito nonostante la sedia a rotelle.
- guest stars: Veronica Logan, Edmund Purdom, Antonio Barrios

## Tutti per uno, uno per tutti

### Trama
Ritornati a Castelvecchio d'Adige, i soldati del gruppo Tigre hanno ripreso la loro quotidianità tra marce ed esercitazioni. C'è però chi non si sente a suo agio: Reginald, infatti, viene inseguito per tutta la caserma da Scherone che vuole vendicarsi per le parolacce che lui gli ha insegnato per il viaggio in America. Disperato, il fante si reca nella cappella della caserma per confessarsi a don Castelli, che capisce che Reginald è pentito dello scherzo fatto a Scherone (con Scherone presente) e fa in modo che il sergente non si accanisca su di lui. Il sergente però ha un'altra gatta da pelare: la sua fidanzata Luisa viene trasferita a Mantova per due settimane ed è passata in caserma a salutare il suo "Bibi", concedendogli un'ultima notte d'amore da fare però in caserma dato che la ragazza deve partire nel pomeriggio. Scoperti dal gruppo della Tigre, questi mantengono il silenzio però a patto che Scherone diventi più gentile e malleabile.
Colombo, intanto, con i soldi del padre ha messo su un'attività che potrebbe essere redditizia: crea infatti un fast food a Castelvecchio, perché quella è la nuova tendenza alimentare del momento e pensa che così farà soldi a palate. In questo modo però fa concorrenza alla pizzeria dove lavora Concettina, che riceve l'aiuto di Rocco e dei suoi amici affinché a chiudere sia il ristorante di Colombo invece della pizzeria. La sera dell'inaugurazione, i soldati della Tigre si travestono da personaggi rozzi e maleducati con il fine di disgustare la clientela e di far andare in rovina il locale. Il tentativo purtroppo degenera in una rissa alla quale assistono il capitano Cavicchi, che era arrivato lì con la sua Bina, e il tenente Dell'Anno. Riconoscendo i suoi soldati, il capitano vuole prendere seri provvedimenti, ma Concettina spiega che la loro azione era volta solo a non far perdere il posto a Concettina. Bina ha una soluzione: acquisterà lei i locali dell'ex fast food, avendoci messo gli occhi addosso da un po', per trasformarlo nel suo nuovo bar.

## La voce misteriosa

### Trama
A causa di una caricatura fatta da Bertolazzi che lo ritrae con una testa spropositata e delle mutande a fiorellini, il sergente Scherone viene schernito per tutta la caserma se non per tutto il paese dal momento che anche Luisa viene in possesso di una delle copie della caricatura. Scoperti i responsabili, Scherone decide di mandarli a fare un corso di aggiornamento da paracadutisti. Montini la prende sottogamba dato che è un corso facoltativo, ma rimane di sasso quando scopre che sia il suo nome che quello dei suoi compagni di camerata sono presenti tra i "volontari".
A Pisa, vengono accolti dal tenente dei parà Oreste Buttafuoco, che per quella giornata li lascia liberi. Congedati i soldati, chiede al tenente Dell'Anno, che si trova lì per fare da supervisore del Battaglione Tigre, cosa fa quella sera e lo invita a cena con la fidanzata. Dell'Anno però non vuole fare da terzo incomodo e declina, ma Buttafuoco gli dice che ci sarà anche la sorella e Dell'Anno accetta. Quella sera, Dell'Anno conosce Miriam, la procace fidanzata di Buttafuoco, ma non la sorella perché impossibilitata a venire. Intanto, i ragazzi continuano le esercitazioni da paracadutisti. Bertolazzi ne approfitta per seguire anche un po' di lezioni all'università e lì conosce una bella ragazza con cui fa amicizia. Anche Serra conosce una bella ragazza, che ha bisogno di telefonare ma il telefono le ha mangiato un gettone. Complice le mani d'oro di Cardarelli, la ragazza telefonerà addirittura alla Casa Bianca e al colonnello Gheddafi. I due propongono alle ragazze di uscire, e le ragazze rivelano loro di essere delle cantanti che devono esibirsi a Pisa. Qui le ragazze confessano loro di essere insidiate tutte le notti da un misterioso maniaco che le chiama con voce bassa e roca mormorando loro delle oscenità e poi riattacca. Le ragazze sono disperate. Bertolazzi, Serra e gli altri si offrono di aiutarle con il loro problema.
Dell'Anno intanto conosce la sorella di Miriam, ma la respinge in quanto la ragazza non è molto bella e inizia a conoscere intimamente la fidanzata di Buttafuoco fino ad andarci a letto. Scoperti dal suo pari grado, Dell'Anno riceve una sfida a duello da quest'ultimo. Preoccupato per ciò che succederà, Dell'Anno riceve a casa di Miriam la visita della sorella che gli rivela che la ragazza è andata a letto con quasi mezza Toscana. La mattina dopo, Buttafuoco si presenta al luogo stabilito con tanto di padrini e fioretti. Prima che possa cominciare, arrivano alcuni uomini che altro non sono che tutti quelli con cui Miriam è andata a letto. Buttafuoco quindi capisce la verità e si scusa con Dell'Anno per il malinteso.
Quella sera, le due ragazze, che sono anche sorelle, si esibiscono e scoprono che Cardarelli ha inventato un dispositivo per intercettare le chiamate così da incastrare il maniaco. La serata però finisce in rissa a causa di alcuni turisti giapponesi che erano stati truffati in precedenza da Montini per ottenere soldi per la sua Ferrari.
Dell'Anno propone al brigadiere dei carabinieri di aiutarli nella faccenda del maniaco. 
Grazie alla macchina intercettatrice di Cardarelli, i carabinieri colgono sul fatto il maniaco che chiama da una cabina telefonica: si trattava di un professore universitario il cui corso sull'amore casto e puro era stato seguito da Bertolazzi.

## Quelli della tigre

### Trama
Durante un'esercitazione in aperta campagna, Scherone vede un esemplare adulto di tigre e scappa via terrorizzato. Quando racconta di aver visto il grosso felino al tenente Dell'Anno, quest'ultimo non ci crede e pensa di esserselo inventato. Sulla via del ritorno però un'altra tigre attraversa la strada e Scherone è sempre più convinto si tratti di allucinazioni, quindi si reca in infermeria e racconta dell'accaduto al tenente Barbari che, in quanto specializzando psicologo, interpreta il tutto come "manie di persecuzione" e gli dice che la tigre altro non è che il risultato del complesso rapporto che il sergente ha sempre avuto con il padre.
La mattina dopo, il Battaglione Tigre ha un'esercitazione per andare a conquistare una collina. Grazie a un geniale stratagemma, arrivano per primi, ma quando gli altri gruppi arrivano, scappano terrorizzati. Il gruppo di Montini crede sia per il loro coraggio, ma in realtà è perché una tigre è seduta dietro di loro. I ragazzi se ne accorgono e scappano anch'essi in preda al panico.
Giunge quindi la notizia che una grossa tigre si aggira liberamente per le campagne di Castelvecchio e che ha già ucciso due pecore per nutrirsi. Don Castelli suggerisce quindi al capitano Cavicchi di prendere in mano le operazioni di cattura dell'animale in modo da ottenere la tanto agognata promozione. Porta quindi i suoi soldati in aperta campagna per catturare la tigre. Qui Mahamet si presenta a rapporto dal capitano in quanto sa come catturare la tigre senza farle del male, ma proprio quando sta per rivelargli cosa ha in mente, viene colpito al sedere da un proiettile tranquillante sparato per sbaglio da Scherone.
Mahamet viene portato in infermeria e il gruppo Tigre dovrà arrangiarsi. Intanto il felino continua a scorrazzare per la città e questa volta entra in una casa dove "rapisce" Serra e lo porta con sé in una grotta. Il gruppo Tigre quindi le tenta tutte per liberare il soldato, chiamando addirittura don Castelli ed un domatore da circo per catturare l'animale, tutti tentativi infruttuosi.
Mahamet si sveglia in infermeria e corre dal capitano Cavicchi con in mano un flauto. Qui il giovane eritreo spiega che quel flauto è dono di sua nonna e che potrebbe portare alla cattura della tigre. Sbigottito, il capitano Cavicchi autorizza Mahamet a procedere. Mahamet entra nella grotta suonando il flauto. Appena la tigre sente le note, comincia a seguirlo come ipnotizzata fino a rientrare nella gabbia predisposta dal domatore.
La tigre viene riportata dal suo proprietario, un facoltoso imprenditore del posto che ha l'hobby di tenere in casa animali esotici e che riceve la visita del Battaglione Tigre, che lo rinchiude in una delle sue gabbie (quella delle scimmie) e inizia a tirargli addosso delle noccioline.
- guest star: Malisa Longo

## La licenza ordinaria

### Trama
- guest stars: Loredana Romito, Marit Nissen, Enio Drovandi, Luca Sportelli, Salvatore Puntillo

## Una schedina vincente

### Trama
- guest stars: Tiberio Murgia, Lucio Salis

## Operazione Vita Nuova

### Trama
- guest stars: Valerio Isidori, Tania Piattella